# LDAX
| LDAX             |              |
| Performanceindex |              |
| ISIN             | DE0001717049 |
| WKN              | 171704       |

Der LDAX (auch L-DAX, Late-DAX oder L/E-DAX) ist ein deutscher Aktienindex, der seit November 2003 von der Deutschen Börse AG herausgegeben wird. Er ergänzt den Deutschen Aktienindex (DAX) um vor- und nachbörsliche Werte, und hat auch dieselbe Zusammensetzung. Das L steht für late (spät), das E für early (früh).
Während der DAX börsentäglich von ca. 9 bis 17:30 Uhr MEZ/MESZ auf Basis von Handelsdaten des Börsenplatzes Xetra berechnet wird, bildet der LDAX die Preise der DAX-Aktien außerhalb der Xetra-Handelszeiten auf Basis des Handels an der Börse Frankfurt ab. Er wird vorbörslich von 8:00 bis 9:00 Uhr und nachbörslich von 17:30 bis 20:00 Uhr berechnet. Vorbörslichen Handel gibt es an der Börse Frankfurt erst seit Juni 2011; von 2003 bis 2011 gab es daher den LDAX nur im Abendhandel von 17:30 bis 20 Uhr.
Der LDAX basiert vorwiegend auf Handelsumsätzen von Privatanlegern, die im Vergleich zum Xetra-Handel meist gering und darum weniger aussagekräftig sind. Ein besserer Indikator für die vor- und nachbörsliche Entwicklung des DAX ist nach Auffassung seines Herausgebers der XDAX, weil er auf dem DAX-Future-Handel der Frankfurter Terminbörse basiert und die Handelszeiten der USA vollständig abdeckt. Seit dem 4. Februar 2016 bietet die Deutsche Börse außerdem den kombinierten Index XDAXDAX an, der DAX und XDAX in einer Zeitreihe zusammenfasst.
Auch für die Aktienindizes MDAX, SDAX und TecDAX gibt die Deutsche Börse AG Indizes für den Früh- und Späthandel an der Börse Frankfurt heraus.